# Ökobüro
Ökobüro (Eigenschreibweise: ÖKOBÜRO) ist ein Bündnis österreichischer Umweltorganisationen. Dazu gehören 20 österreichische Umwelt-, Natur- und Tierschutzorganisationen wie Birdlife Austria, Global 2000, Naturschutzbund, VCÖ – Mobilität mit Zukunft, Vier Pfoten oder der WWF Österreich an. Ökobüro arbeitet auf politischer und juristischer Ebene für die Interessen der Umweltbewegung.

## Geschichte
Ökobüro wurde im Jänner 1993 als Koordinationsstelle österreichischer Umweltorganisationen von den Umweltverbänden Greenpeace Österreich, WWF Österreich, GLOBAL 2000 und Umweltforum – Forum Österreichischer Wissenschaftler für den Umweltschutz (heute: Forum Wissenschaft & Umwelt) gegründet. Heute gehören Ökobüro 20 Organisationen aus dem Umwelt-, Natur- und Tierschutzbereich an. Seit 2005 ist Ökobüro eine anerkannte Umweltorganisation nach Umweltverträglichkeitsprüfungsgesetz.

## Inhaltliche Schwerpunkte
Ökobüro arbeitet vor allem zu:
- Öffentlichkeitsbeteiligung bei Planung und Bau von Straßen, Kraftwerken, Fabriken, Gewerbestandorten und anderen Groß- und Kleinprojekten. Dazu zählt vor allem die rechtliche Verankerung von Mitwirkungsrechten für Umweltschutzorganisationen auf Basis der Aarhus-Konvention.
- Wahrung der Interessen und Rechte von Umweltschutzorganisationen im Speziellen sowie der organisierten Zivilgesellschaft im Allgemeinen zur Stärkung der Demokratie, u. a. durch Partizipation.
- Umweltverträglichkeitsprüfungen (UVP) und Strategische Umweltprüfungen (SUP)
- Klimaschutz, Biodiversität, Energiewende und Verkehrswende
- Nachhaltigkeitspolitik: Ökobüro engagiert sich als Steuerungsmitglied von SDG Watch Austria für eine möglichst rasche und ambitionierte Umsetzung der Sustainable Development Goals (SDG) in Österreich.[2] Als Steuerungsmitglied ist Ökobüro mit der Administration und Öffentlichkeitsarbeit der Plattform betraut und führt regelmäßige Gespräche mit Politik, Verwaltung und wichtigen Stakeholdern. Im Vordergrund wird dabei evidenzbasiertes Handeln und umfassende Beteiligung angestrebt.[3] Im Juli 2018 appellierte der Umweltverband an Bundeskanzler Sebastian Kurz, „den Stillstand in der Nachhaltigkeitspolitik zu beenden“.[4] Anlass dafür war ein kritischer Bericht des Rechnungshofs, der weitreichende Defizite der Bundesregierung festgestellt hatte. Demnach gibt es in Österreich bisher keine gesamtstaatliche Strategie für die Umsetzung der SDG-Ziele.[5]

## Mitglieder
- Arche Noah
- ÄGU – Ärztinnen und Ärzte für eine gesunde Umwelt
- Alpenschutzverein für Vorarlberg
- Der Anrainerschutzverband Salzburg Airport (ASA)
- atomstopp_atomkraftfrei leben!
- Birdlife Österreich
- Bodenfreiheit – Verein zur Erhaltung von Freiräumen
- „Die Umweltberatung“, Wien
- Forschungsgemeinschaft Wilhelminenberg
- Forum Wissenschaft & Umwelt
- Global 2000
- Jugend-Umwelt-Plattform JUMP
- Klimabündnis Österreich
- LANIUS
- Naturfreunde Internationale
- Naturschutzbund Österreich
- Österreichisches Ökologie Institut
- VCÖ – Mobilität mit Zukunft
- Vier Pfoten
- WWF Österreich